# زمین‌لرزه ۲۰۰۵ شمال پرو
زمین‌لرزه شمال پرو  در تاریخ ۲۶ سپتامبر ۲۰۰۵ میلادی، برابر با ‎۴ مهر ۱۳۸۴، ساعت ۱:۵۵:۳۷ به زمان یوتی‌سی در پرو رخ داد. ژرفای این زلزله ۱۲۸٫۳ کیلومتر بود، و بزرگی آن ۷٫۵ در مقیاس Mw اعلام شده‌است. زمین‌لرزه به وقت محلی در روز یکشنبه، ساعت ۲۰ روی داده و منطقه زمانی آن یوتی‌سی -۵ بوده‌است .
سازمان زمین‌شناسی آمریکا نیز رومرکز این زمین‌لرزه را در مختصات ۵°۴۰′۴۱″جنوبی ۷۶°۲۳′۵۳″غربی / ۵٫۶۷۸°جنوبی ۷۶٫۳۹۸°غربی و ژرفای آنرا در ۱۱۵ کیلومتر گزارش کرده‌است. بزرگی برگزیدهٔ این سازمان از میان بزرگیهای محاسبه‌شدهٔ مختلف ۷٫۵ در مقیاس Mw بوده و از دید اثر، در میان چهار دسته‌بندی «نامحسوس»، «محسوس»، «زیان‌آور» یا «با تلفات»، زلزله را «با تلفات» اعلام کرده‌است.در زمین‌لرزه دستکم ۲۰۰ ساختمان آسیب دیده و۷۰ درصد خانه‌ها در Lamas خراب شده است.
پروژهٔ «تنسور گشتاور مرکزوار» زاویه‌های (راستا، شیب، ریک) گسل سازندهٔ زمین‌لرزه و صفحه عمود بر آنرا (°۳۴۷، °۳۹، °۹۲-) یا (°۱۶۹، °۵۱، °۸۸-) و نوع گسل را «عادی» فرارسانده‌است.
شمار کشتگان زلزله حدود ۵ نفر بوده‌است.تعداد زخمیان ۶۰ نفر برآورده شده‌است.